# Pilgrim (single van Eric Clapton)
Pilgrim is een nummer van de Britse muzikant Eric Clapton uit 1998. Het is de vijfde en laatste single van zijn gelijknamige dertiende studioalbum. Daarnaast staat het nummer op de soundtrack van Lethal Weapon 4.
"Pilgrim" kwam voort uit een jamsessie tussen Clapton en zijn producer Simon Climie, bekend als frontman van Climie Fisher. Het nummer, dat enkele elektronische invloeden kent, flopte in Claptons thuisland het Verenigd Koninkrijk, maar werd wel een hit in Italië en Polen. Ook in het Nederlandse taalgebied werden geen hitlijsten gehaald.